# Литвинов, Александр Аркадьевич
Александр Аркадьевич Литвинов (1898—1977) — советский режиссёр и сценарист. Заслуженный деятель искусств РСФСР (28 августа 1959).

## Биография
Родился 3 июля (15 июля по новому стилю) 1898 года в Баку.
В 1918—1920 годах учился на медицинском факультете Бакинского университета. После его окончания, в 1920—1922 годах был заведующим кинофабрикой Азербайджанского фотокиноуправления (АФКУ). В 1921—1923 годах работал заведующим киноателье и помощником режиссёра Петроградского фотокиноотдела и кинофабрики «Севзапкино». В 1923—1926 годах — заведующий киноателье и режиссёр кинофабрики «Азгоскино» (Баку).
В 1927—1937 годах работал режиссёром Московской кинофабрики «Совкино» (позже — киностудия «Мосфильм»). В 1938—1948 годах — режиссёр Сибирской киностудии научных и учебно-технических фильмов («Сибтехфильм», позже — Новосибирской киностудии учебных фильмов). В 1948 году стал режиссёром Свердловской киностудии.
В 1958—1967 годах был первым секретарём правления Свердловского отделения Союза кинематографистов. В 1956 году стал лауреатом премии Ф. Ф. Буссе за создание 12 документальных фильмов о Дальнем Востоке и за книгу «В Уссурийской тайге».
Умер 6 мая 1977 года в Свердловске. Похоронен на Широкореченском кладбище.
Его племянник Александр Литвинов (род. 1950) — член правления Гильдии продюсеров России, Заслуженный работник культуры РФ.

## Работы

### Режиссёр
- 1924 год — Горняк-механик на отдыхе и лечении
- 1924 год — Око за око, газ за газ (Один из многих)
- 1925 год — Красные Пинкертоны
- 1926 год — Борьба за жизнь
- 1926 год — На разных берегах (Схватка)
- 1927 год — Нефть (совместно с Н. Лебедевым)
- 1928 год — В дебрях Уссурийского края
- 1928 год — Лесные люди (Удэ)
- 1930 год — Оленный всадник
- 1931 год — За шесть миллионов
- 1931 год — Неведомая земля (Камчатка)
- 1931 год — Тумгу (Тымгу)
- 1932 год — Эмигранты из цветущей страны
- 1934 год — Джоу (Сын хозяина земли)
- 1934 год — У берегов Чукотского моря (совместно с Ю. Смирнитским)
- 1934 год — Хочу жить (На далеком севере)
- 1935 год — Хижина старого Лувена (На далеком севере)
- 1937 год — Девушка с Камчатки
- 1940 год — Сибирь Советская
- 1940 год — Якутия
- 1942 год — Марш зимой
- 1942 год — Стреляй метко (совместно с В. Григорьевым)
- 1943 год — Сибирь в дни войны (совместно с М. Кауфманом)
- 1947 год — Удэге (СССР)
- 1948 год — В горах Алтая (Горный Алтай)
- 1949 год — Новаторы Уралмаша
- 1957 год — По Чусовой
- 1957 год — По дорогам Приморья
- 1960 год — Автоматика рождается в цехе
- 1961 год — СИП
- 1962 год — Сокровища наших недр
- 1964 год — Иван Ползунов
- 1964 год — Наш верный друг
- 1964 год — Так будет
- 1966 год — Когда устают металлы
- 1966 год — Разведка очага ядерного поражения
- 1968 год — Урал — земля золотая
- 1970 год — Мускулы века
- 1971 год — Производство бесшовных труб

### Сценарист
- 1923 год — За власть Советов (совместно с Д. Гессеном, В. Карцевым)
- 1924 год — Горняк-механик на отдыхе и лечении (совместно с П. Бельским)
- 1924 год — Око за око, газ за газ (Один из многих) (совместно с П. Бельским, С. Троицким)
- 1926 год — На разных берегах (Схватка) (совместно с П. Вейнштейном, И. Тартаковским)
- 1930 год — Оленный всадник
- 1931 год — Неведомая земля (Камчатка) (совместно с Н. Венделиным)
- 1931 год — Тумгу (Тымгу)
- 1932 год — Эмигранты из цветущей страны
- 1934 год — Хочу жить (На далеком севере) (совместно с Г. Павлюченко, Ю. Смирнитским)

### Актёр
- 1922 год — Нет счастья на земле
- 1924 год — Око за око, газ за газ